# Fusui
Fusui är ett härad som lyder under Chongzuos stad på prefekturnivå i den autonoma regionen Guangxi i sydligaste Kina.